# Plain City (Utah)
Plain City es una ciudad del condado de Weber, estado de Utah, Estados Unidos. Según el censo de 2000 la población era de 3.489 habitantes.

## Geografía
Plain City se encuentra en las coordenadas 41°17′58″N 112°4′49″O / 41.29944, -112.08028.
Según la oficina del censo de Estados Unidos, la ciudad tiene una superficie total de 9,7 km². De los cuales 9,7 km² son tierra y 0,27% están cubiertos de agua.
- Datos: Q482813
- Multimedia: Plain City, Utah / Q482813